# شاربیا
شاربیا (به لهستانی:  Szarbia) یک روستا در لهستان است که در گمینا کونگوشا واقع شده‌است.